# Villalcázar de Sirga
Villalcázar de Sirga est une commune d'Espagne de la province de Palencia dans la communauté autonome de Castille-et-León. Elle fait partie de la comarque naturelle de Tierra de Campos. C'est aussi le chef-lieu de la commune.
Villalcázar de Sirga est une halte sur le Camino francés du Pèlerinage de Saint-Jacques-de-CompostelleEn l’absence de six kilomètres pour l’arrivée à Carrión de los Condes, le pèlerin courra dans Villálcazar de Sirga. Après une longue ligne droite parallèle à la route P-980 de Villarmentero de Campos, vous arriverez à cette ville. Peu de temps après avoir vu sa silhouette silhouette à l’horizon, vous trouverez les courts sportifs de cette ville, où commence la Calle del Ángel, qui guideront vos pas vers le maire de la Plaza.

## Démographie
| 1900 | 1910 | 1920 | 1930 | 1940 | 1950 | 1960 | 1970 | 1981 | 1991 |
| 695  | 686  | 649  | 619  | 612  | 634  | 550  | 411  | 324  | 209  |

## Culture et patrimoine

### Pèlerinage de Compostelle
Sur le Camino francés du pèlerinage de Saint-Jacques-de-Compostelle, on vient de Villarmentero de Campos ou directement de Villovieco.
La prochaine halte est Carrión de los Condes, directement par la route P-980 ou, si le sol est sec, par l'Alto de San Cristobal.

### Patrimoine religieux
- Église Santa María la Blanca de Villalcázar de Sirga (es).

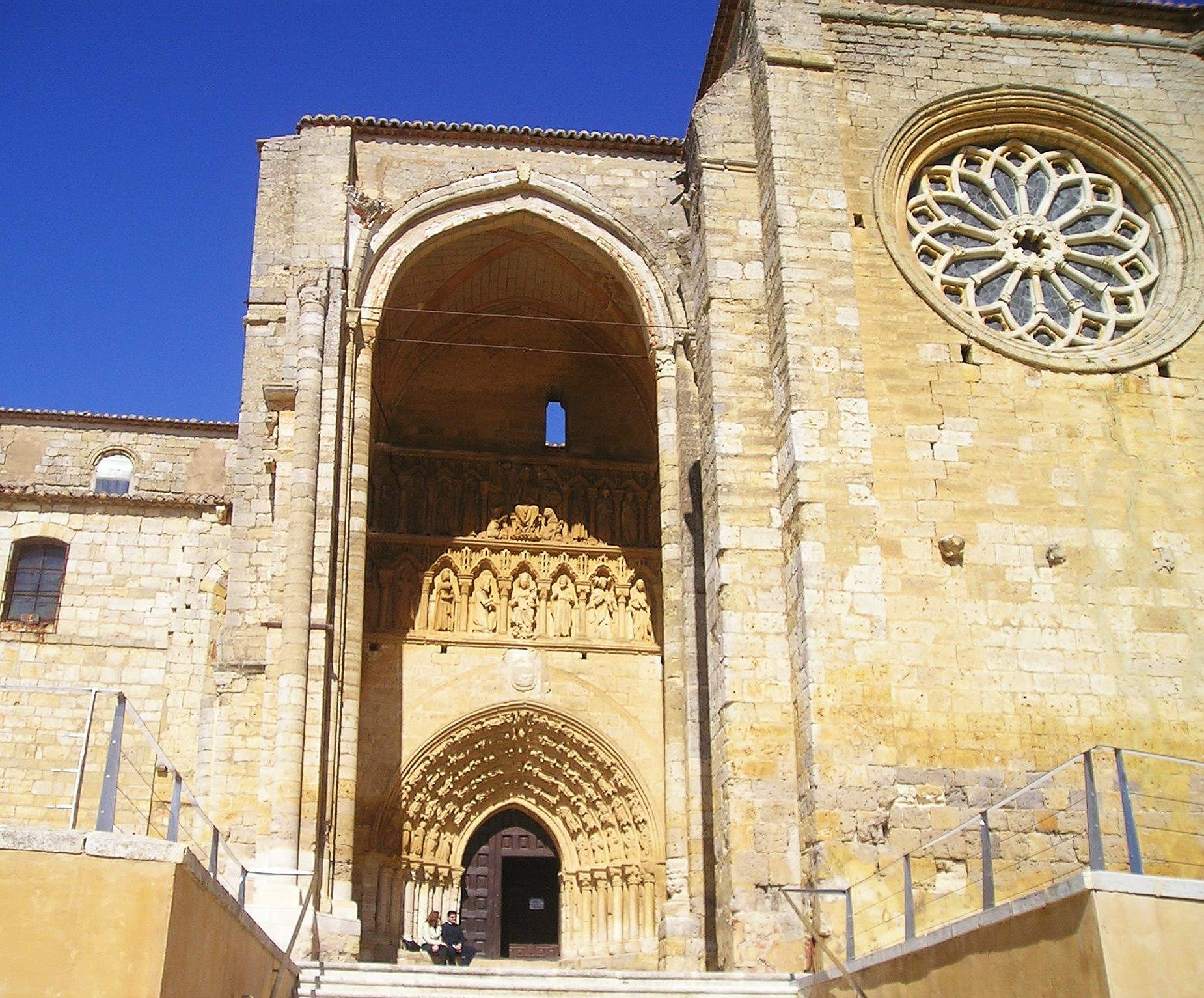
Église Santa María la Blanca.
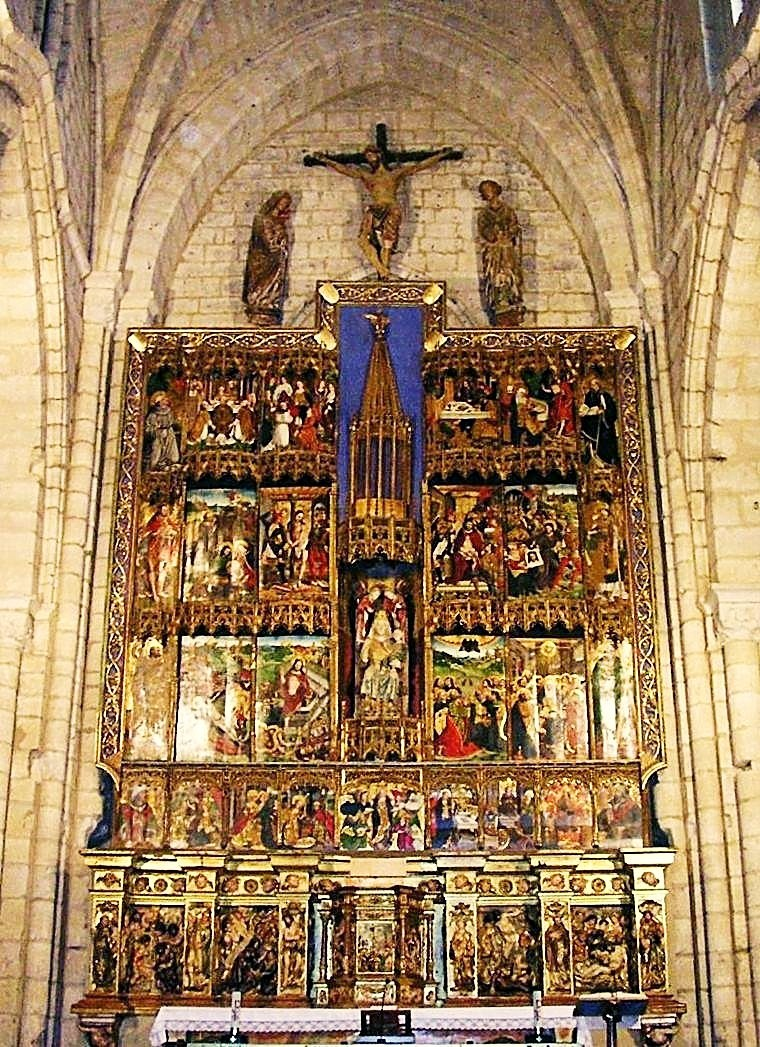
Retable majeur de l'église de Santa María la Blanca.
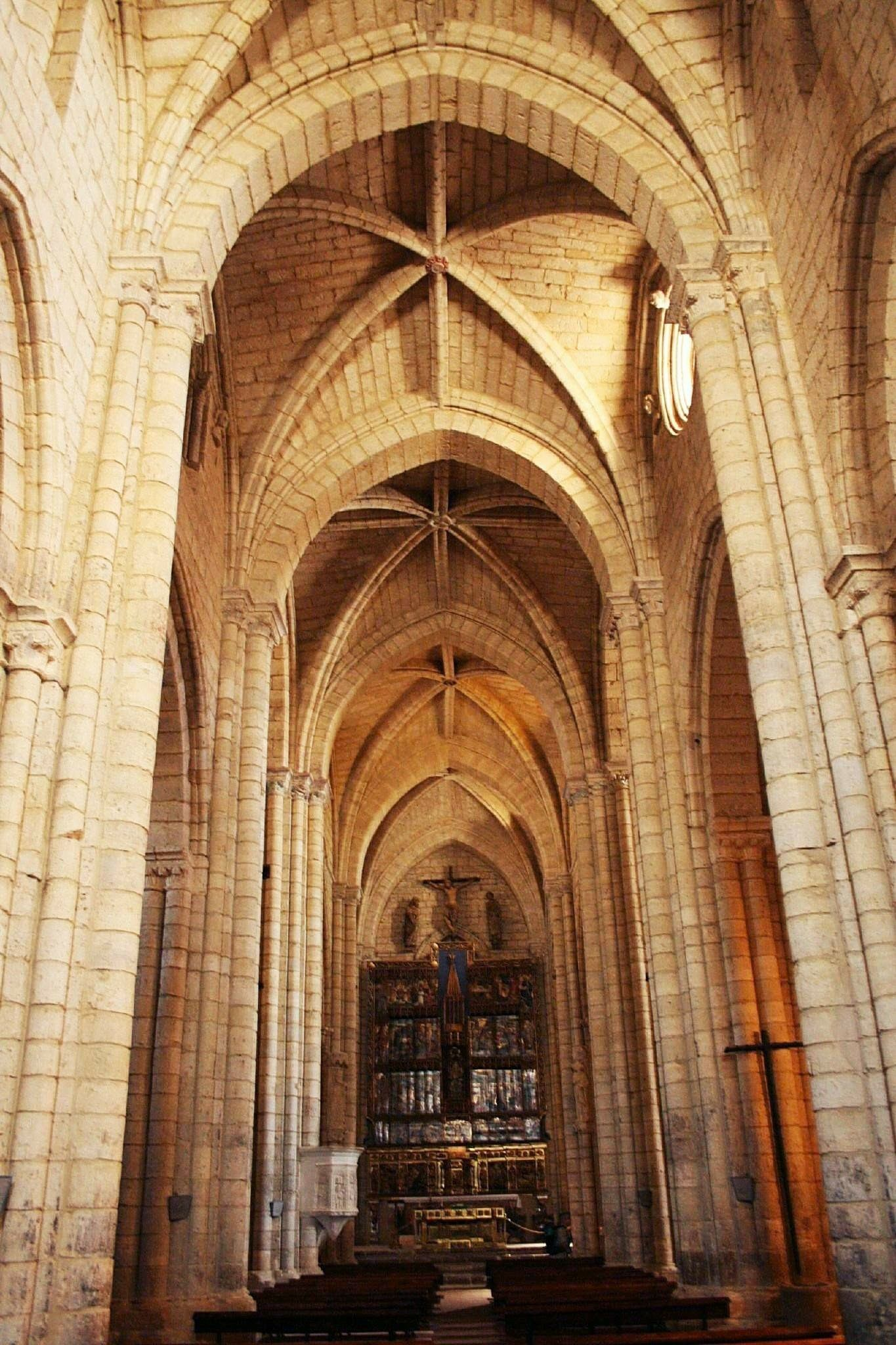
Intérieur de l'église Santa Maria la Blanca.

L'église doit son nom à la statue de la Vierge Blanche qui s'y trouve.
Ce sont les templiers qui possédaient une commanderie à Villalcazar qui ont construit au XIIe siècle cette église selon un plan cistercien. De style roman, elle fut achevée dans le style gothique. Son portail sud est remarquable.
L'infant Philippe et son épouse Doña Leonor Ruiz de Castro reposent dans la chapelle gothique de Santiago.
Une légende attachée à Santa Maria la Blanca dit qu'une pèlerine aveugle a retrouvé la vue en entrant dans cette église et qu'une autre, paralytique, se mit à marcher.
- Hôpital de Villalcázar de Sirga (es)

### Sources et bibliographie
- (es) Cet article est partiellement ou en totalité issu de l’article de Wikipédia en espagnol intitulé « Villalcázar de Sirga » (voir la liste des auteurs).
- Grégoire, J.-Y. & Laborde-Balen, L. , « Le Chemin de Saint-Jacques en Espagne - De Saint-Jean-Pied-de-Port à Compostelle - Guide pratique du pèlerin », Rando Éditions, mars 2006,  (ISBN 2-84182-224-9)
- Lepère, Dehnel " Le Camino Francés"
- « Camino de Santiago St-Jean-Pied-de-Port - Santiago de Compostela », Michelin et Cie, Manufacture Française des Pneumatiques Michelin, Paris, 2009,  (ISBN 978-2-06-714805-5)
- « Le Chemin de Saint-Jacques Carte Routière », Junta de Castilla y León, Editorial Everest
- Philippe Josserand, Église et pouvoir dans la péninsule ibérique : les ordres militaires dans le royaume de Castille, 1252-1369, Casa de Velázquez, 2004, 912 p. (ISBN 978-8-4955-5572-4, présentation en ligne)
- Philippe Josserand, « Le Temple et le culte marial : La commanderie de Villalcázar de Sirga », dans Patrick Boucheron, Jacques Chiffoleau, Religion et société urbaine au Moyen âge, Publications de la Sorbonne, 2000, 567 p. (ISBN 978-2-8594-4392-4, lire en ligne), p. 313-331